# Gery Verlinden
Pour les articles homonymes, voir Verlinden.
Gery Verlinden, né le 1er mai 1954 à Mortsel, est un coureur cycliste belge.

## Biographie
Professionnel de 1977 à 1987, il a été champion de Belgique sur route en 1979 et il remporte le Championnat de Zurich l'année suivante.

## Palmarès

### Palmarès amateur
- 1972
  - 3e du championnat de Belgique du contre-la-montre par équipes amateurs
- 1974
  - 3e du Tour de Campine
- 1975
  -  Champion de Belgique de poursuite par équipes amateurs[n 2]
  - 2e du championnat de Belgique de poursuite amateurs
- 1976
  - Circuit franco-belge :
    - Classement général
    - 1re étape

  - 5ea étape du Tour de Campine
- 1977
  - Classement général du Tour du Limbourg amateurs
  - Coupe Marcel Indekeu
  - 2eb, 5ea, 5eb (contre-la-montre) étapes du Tour de Campine
  - 2e de la Coupe Egide Schoeters

### Palmarès professionnel
| - 1977 - 2e du Championnat des Flandres - 1978 - Grand Prix de la ville de Vilvorde - 1re étape du Tour de Suisse - Classement général du Tour d'Écosse - Grand Prix Union Dortmund - Hyon-Mons - 3eb étape de l'Étoile des Espoirs (contre-la-montre par équipes) - Grand Prix Beeckman-De Caluwé - Circuit de Niel - 2e du Championnat des Flandres - 2e du Circuit du Sud-Ouest - 3e du Circuit du Brabant central - 3e de l'Étoile des Espoirs - 7e de Paris-Bruxelles - 9e de Blois-Montlhéry - 1979 - Champion de Belgique sur route - Prologue du Tour d'Andalousie (contre-la-montre par équipes) - Circuit de Belgique centrale - 2e de la Flèche côtière - 3e du Circuit des Trois Provinces (Avelgem) - 3e de la Flèche hesbignonne - 3e du Circuit Escaut-Durme - 1980 - Le Samyn - Championnat de Zurich - 2e de la Leeuwse Pijl - 2e du Grand Prix de Fourmies - 3e du Tour des Pays-Bas - 4e des Quatre Jours de Dunkerque | - 1981 - Flèche côtière - 6eb étape du Tour d'Allemagne (contre-la-montre) - Grand Prix de la ville de Zottegem - 2e du championnat de Belgique sur route - 2e de l'Omloop van de Wase Scheldekant - 3e du Tour de Belgique - 6e des Quatre Jours de Dunkerque - 1982 - Circuit Mandel-Lys-Escaut - Mémorial Thijssen - Championnat des Flandres - 2e du Grand Prix des Carrières - 3e de l'Omloop van de Wase Scheldekant - 8e du Tour des Flandres - 1984 - Grand Prix de Hannut - Coupe Sels - 13e étape du Herald Sun Tour - 2e de la Leeuwse Pijl - 2e de l'Izegem Koers - 2e de la Gullegem Koerse - 3e du Herald Sun Tour - 1985 - Flèche Hesbignonne - 6e étape du Herald Sun Tour - 2e de la Puivelde Koerse - 2e de la Flèche côtière - 3e du Grand Prix Jef Scherens - 7e des Quatre Jours de Dunkerque |  |

## Résultats sur les grands tours

### Tour de France
6 participations
- 1979 : abandon (18e étape)
- 1980 : 22e
- 1981 : 25e
- 1982 : non partant (17e étape)
- 1984 : non partant (11e étape)
- 1985 : abandon (6e étape)

### Tour d'Espagne
1 participation
- 1986 : abandon (3e étape)